# 인평초등학교 (경남)
인평초등학교는 대한민국 경상남도 통영시에 있는 공립 초등학교이다.

## 학교 연혁
- 1971년 7월 16일: 두룡국민학교 인평분교 개교
- 1972년 8월 24일: 인평국민학교 인가
- 1992년 4월 1일: 급식소 설치 운영
- 1996년 3월 1일: 인평초등학교로 교명 변경
- 1998년 9월 1일: 평림초등학교 통합
- 1999년 3월 1일: 병설유치원 인가

## 참고 자료
- 인평초등학교 - 한국교육학술정보원 학교알리미